# Cruiser Mk I
El Cruiser Mk I, cuya designación oficial era Tank, Cruiser, Mk I (A9), fue un tanque de crucero británico del período de entreguerras. Fue el primer tanque de crucero: un tanque rápido, diseñado para sobrepasar las líneas enemigas y atacar las comunicaciones y tanques enemigos. El Cruiser Mk II era una adaptación con blindaje más grueso del Mk I, desarrollada casi al mismo tiempo.   

## Diseño y desarrollo
En 1936, la War Office británica emitió las especificaciones para el desarrollo de dos modelos de tanques: los tanques de infantería con grueso blindaje que serían empleados para ofrecer apoyo cercano a la infantería durante los ataques, y los veloces tanques de crucero con gran movilidad que serían empleados para exploración avanzada en territorio enemigo.
A causa del costo, los modelos británicos que reemplazarían a los tanques medios Vickers Mark II fueron cancelados y solamente se construyeron tres prototipos. En 1934, a Sir John Carden de la Vickers-Armstrong se le solicitó que ofrezca un "tanque razonablemente barato" como reemplazo para algunos de los tanques medios que estaban en servicio en aquel entonces. Este modelo era conocido como General Staff specification A9 (Especificación A9 del Cuartel General).
El prototipo de su tanque medio estuvo terminado en 1936 y recibió la designación A9E1.
Incorporaba las mejores caracterísiticas del cancelado Medium Mk III, pero era más ligero para poder ser propulsado por un motor de gasolina comercial. Sin embargo, todavía era la época de la Gran Depresión y al tanque se le aplicó una serie de medidas para reducir costos. Fue el primer tanque británico que tuvo una torreta montada al centro y que era rotada mediante un motor hidráulico. El mecanismo era de la Nash & Thompson, siendo similar al que se estaba instalando en el bombardero Vickers Wellington. Su blindaje era ligero, con un espesor máximo de 14 mm. Muchas planchas de blindaje eran verticales y tenía muchos deflectores de proyectiles, pero podía alcanzar una velocidad de 40 km/h (25 millas/hora) y estaba armado con el nuevo cañón de alta velocidad QF de 2 libras de 40 mm, que reemplazó al QF de 3 libras cuando se inició la producción del tanque en 1936.
El compartimiento del conductor y el compartimiento de combate no estaban separados. Al igual que el armamento de la torreta, que consisistía en un cañón QF de 2 libras y una ametralladora Vickers coaxial, a cada lado del compartimiento del conductor se encontraba una pequeña torreta con una ametralladora Vickers. Ambas torretas siempre estaban tripuladas, por lo cual la tripulación del tanque era de seis (comandante, artillero, cargador, conductor y dos ametralladoristas).
El A9E1 fue probado ante otros modelos y, a pesar de que tenía deficiencias en ciertas áreas, entró en servicio en 1937 como un tanque provisional hasta que pudiese suministrarse un tanque de crucero con suspensión Christie. Se ordenaron 125 unidades. Setenta y cinco fueron construidos por la Harland and Wolff, mientras que los 50 restantes fueron construidos por la Vickers-Armstrong. Inicialmente, el prototipo era propulsado por un motor de automóvil Rolls-Royce (Phantom II de 7,67 litros), pero este demostró ser poco potente y fue reemplazado por un motor de autobús AEC de 9,64 litros.
El posterior tanque de infantería Valentine Mk. II básicamente empleaba el mismo casco bajo y la misma suspensión, aunque con blindaje mucho más grueso.
El A9 pesaba 12 t, tenía una longitud de 5,8 m, una altura de 2,65 m y un ancho de 2,5 m. Alcanzaba una velocidad máxima de 40 km/h en carretera y de 15 km/h a campo través, con una autonomía de 240 km. Transportaba 100 proyectiles para el cañón principal y 3.000 cartuchos para las tres ametralladoras.

## Historial de combate

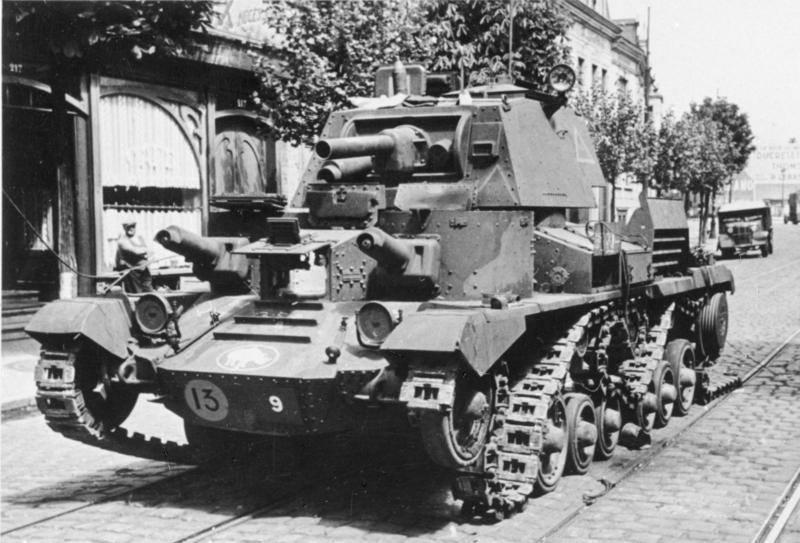
Un Cruiser Mk I CS dañado y abandonado en Calais, 1940.

El Cruiser Mk I empezó a ser suministrado en enero de 1939.
Fue un tanque eficaz durante las primeras etapas de las campañas en Francia, Grecia y el norte de África. El cañón de 40 mm era letal contra los primeros tanques italianos enfrentados durante la campaña norteafricana y podía enfrentarse a los primeros Panzer II y Panzer III de Erwin Rommel. El cañón de 40 mm del Mk I A9 también podía perforar entre 20 mm y 30 mm del blindaje de los siguientes tanques enemigos, tales como los Panzer IIID y Panzer IVD. Fue efectivo hasta que los alemanes trajeron el Panzer IVE con blindaje más grueso al desierto en la primavera de 1941. Sin embargo, su delgado blindaje hizo al Mk I A9 muy vulnerable ante la mayoría de armas antitanque del Eje. También era problemática la falta de proyectiles de alto poder explosivo para el cañón de 40 mm, e incluso peor la falta de proyectiles antiblindaje para el obús de 94 mm de la versión de apoyo cercano. Otro problema era que las áreas alrededor de las torretas delanteras creaban una superficie frontal más vulnerable al fuego enemigo que lo que podría ser una plancha vertical o un glacis inclinado.
Otra desventaja del Cruiser Mk I era su poca fiabilidad mecánica. En especial las orugas, que se desunían con facilidad y causaban dificultades.

## Variantes
Mark I (A9)
Fue empleado por la 1ª División Blindada en la batalla de Francia (1940). También fue empleado por la 2ª División Blindada y la 7ª División Blindada en la Campaña del norte de África hasta 1941.
Mark I CS
En lugar del QF de 2 libras, estaba armado con un obús de retrocarga calibre 94 mm (3,7 pulgadas) que tenía una caña de 15 calibres y era un derivado del obús de montaña QF de 3,7 pulgadas de la Primera Guerra Mundial. Transportaba 40 proyectiles, la mayoría de ellos eran fumígenos.

## Ejemplares supervivientes
- Un Cruiser Mk I expuesto en el Museo del tanque de Bovington, Inglaterra.[3]
- Un Cruiser Mk I expuesto en el Museo del tanque de caballería de Ahmednagar, India.